# Kent Benson
Michael Kent Benson (New Castle, 27 dicembre 1954) è un ex cestista statunitense, professionista nella NBA e in Italia.
Ha avuto una lunga carriera nella National Basketball Association, ma ha ottenuto l'unico successo quando ancora studiava al college dell'Università dell'Indiana.

## Carriera
Benson è ricordato per essere stato tra i protagonisti della vittoria degli Indiana Hoosiers nel campionato NCAA nel 1975-76, l'ultimo in cui una squadra ha concluso imbattuta sia la stagione regolare sia i play-off. Giocava come pivot e fu lanciato dall'allenatore Bob Knight.
Prima scelta dei Milwaukee Bucks al Draft NBA 1977, ha disputato undici stagioni in NBA, mettendosi in luce soprattutto ai Detroit Pistons, dove ha giocato sei stagioni. Dopo un biennio tra Utah Jazz e Cleveland Cavaliers, a trentatré anni si è trasferito in Italia, ingaggiato dalla Pallacanestro Cantù, dove ha giocato una sola stagione afflitta da diversi infortuni.
Nella stagione 1977-78 fu protagonista di una rissa con Kareem Abdul-Jabbar in un match tra Bucks e Lakers: Benson colpì con una gomitata Jabbar, che reagì colpendolo con un pugno al volto. Il centro dei Lakers nel colpire Benson si ruppe la mano destra, e dovette saltare i successivi 21 match. Questo gli evitò una lunga squalifica, ma non una multa di $5000. Benson, nonostante un occhio tumefatto, rientrò in campo 4 giorni dopo. .

## Statistiche

### NBA

#### Regular Season
| Anno      | Squadra             | PG  | PT  | MP   | TC%  | 3P%  | TL%  | RP  | AP  | PRP | SP  | PP   |
| --------- | ------------------- | --- | --- | ---- | ---- | ---- | ---- | --- | --- | --- | --- | ---- |
| 1977-1978 | Milwaukee Bucks     | 69  | -   | 18,7 | 46,5 | -    | 65,2 | 4,3 | 1,4 | 1,0 | 0,8 | 7,7  |
| 1978-1979 | Milwaukee Bucks     | 82  | -   | 26,0 | 51,8 | -    | 73,5 | 7,1 | 2,5 | 1,1 | 1,0 | 12,3 |
| 1979-1980 | Milwaukee Bucks     | 56  | -   | 24,8 | 49,4 | 0,0  | 68,0 | 5,9 | 2,3 | 1,0 | 1,3 | 8,8  |
| 1979-1980 | Detroit Pistons     | 17  | -   | 29,5 | 46,0 | 25,0 | 75,0 | 7,1 | 3,0 | 1,1 | 1,1 | 12,1 |
| 1980-1981 | Detroit Pistons     | 59  | -   | 33,2 | 47,3 | 0,0  | 77,2 | 6,8 | 2,9 | 1,2 | 1,1 | 15,7 |
| 1981-1982 | Detroit Pistons     | 75  | 72  | 32,9 | 50,5 | 27,3 | 80,4 | 8,7 | 2,1 | 0,9 | 1,3 | 12,5 |
| 1982-1983 | Detroit Pistons     | 21  | 15  | 28,5 | 46,7 | 0,0  | 76,0 | 7,4 | 2,3 | 0,7 | 0,8 | 9,9  |
| 1983-1984 | Detroit Pistons     | 82  | 58  | 21,1 | 55,0 | 0,0  | 82,2 | 5,0 | 1,6 | 0,9 | 0,6 | 7,1  |
| 1984-1985 | Detroit Pistons     | 72  | 35  | 19,5 | 50,6 | 0,0  | 80,9 | 4,5 | 1,3 | 0,7 | 0,6 | 6,6  |
| 1985-1986 | Detroit Pistons     | 72  | 51  | 18,7 | 48,4 | 50,0 | 79,5 | 5,2 | 1,1 | 0,8 | 0,7 | 6,5  |
| 1986-1987 | Utah Jazz           | 73  | 2   | 12,3 | 44,3 | 28,6 | 81,0 | 3,2 | 0,5 | 0,5 | 0,4 | 4,5  |
| 1987-1988 | Cleveland Cavaliers | 2   | 0   | 6,0  | 100  | -    | 50,0 | 0,5 | 0,0 | 0,5 | 0,5 | 2,5  |
| Carriera  | Carriera            | 680 | 233 | 23,1 | 49,3 | -    | 75,7 | 5,7 | 1,8 | 0,9 | 0,9 | 9,1  |

#### Playoffs
| Anno     | Squadra         | PG | PT | MP   | TC%  | 3P% | TL%  | RP  | AP  | PRP | SP  | PP  |
| -------- | --------------- | -- | -- | ---- | ---- | --- | ---- | --- | --- | --- | --- | --- |
| 1978     | Milwaukee Bucks | 9  | -  | 11,4 | 47,8 | -   | 54,5 | 1,7 | 0,3 | 0,6 | 0,3 | 3,1 |
| 1984     | Detroit Pistons | 5  | -  | 25,8 | 43,2 | -   | 60,0 | 6,0 | 1,4 | 1,0 | 1,4 | 7,6 |
| 1985     | Detroit Pistons | 9  | 1  | 15,8 | 54,3 | -   | 86,7 | 4,0 | 0,4 | 0,9 | 0,2 | 7,0 |
| 1986     | Detroit Pistons | 4  | 0  | 13,8 | 40,0 | -   | -    | 3,3 | 0,0 | 0,0 | 0,5 | 2,0 |
| 1987     | Utah Jazz       | 2  | 0  | 1,5  | -    | -   | -    | 0,0 | 0,0 | 0,0 | 0,0 | 0,0 |
| Carriera | Carriera        | 29 | 1  | 14,9 | 48,3 | -   | 69,4 | 3,2 | 0,5 | 0,6 | 0,5 | 4,7 |

## Palmarès
- Campione NCAA (1976)
- NCAA Final Four Most Outstanding Player (1976)